# Кроу-Уинг-Лейк
Кроу-Уинг-Лейк (англ. Crow Wing Lake) — тауншип в округе Хаббард, Миннесота, США. На 2010 год его население составило 332 человека.

## География
По данным Бюро переписи населения США площадь тауншипа составляет 91,4 км², из которых 76,3 км² занимает суша, а 15,1 км² — вода (16,52 %).

## Демография
По данным переписи населения 2000 года здесь находились 266 человек, 122 домохозяйства и 89 семей. Плотность населения — 3,5 чел./км². На территории тауншипа расположено 544 постройки со средней плотностью 7,1 построек на один квадратный километр. Расовый состав населения: 97,74 % белых, 0,75 % коренных американцев и 1,50 % приходится на две или более других рас. Испанцы или латиноамериканцы любой расы составляли 1,13 % от популяции тауншипа.
Из 122 домохозяйств в 15,6 % воспитывались дети до 18 лет, в 63,9 % проживали супружеские пары, в 5,7 % проживали незамужние женщины и в 27,0 % домохозяйств проживали несемейные люди. 22,1 % домохозяйств состояли из одного человека, при том 9,8 % из — одиноких пожилых людей старше 65 лет. Средний размер домохозяйства — 2,18, а семьи — 2,53 человека.
15,8 % населения — младше 18 лет, 5,3 % — в возрасте от 18 до 24 лет, 16,5 % — от 25 до 44, 32,7 % — от 45 до 64, и 29,7 % — старше 65 лет. Средний возраст — 54 года. На каждые 100 женщин приходилось 114,5 мужчин. На каждые 100 женщин старше 18 приходилось 113,3 мужчин.
Средний годовой доход домохозяйства составлял 41 875 долларов, а средний годовой доход семьи — 44 250 долларов. Средний доход мужчин — 29 375 долларов, в то время как у женщин — 24 583. Доход на душу населения составил 21 673 доллара. За чертой бедности находились 4,1 % семей и 7,1 % всего населения тауншипа, из которых 16,7 % младше 18 лет.